# Thami El Mezouari El Glaoui
Thami El Mezouari El Glaoui (Arabisch: التهامي المزوارى الكلعاوي) (Telouet, 1879 – Marrakesh, 23 januari 1956), ook wel bekend als El Haj Thami El Glaoui, was een Marokkaanse stamleider, caïd, en gedurende ruim veertig jaar de Pacha van Marrakesh. Door zijn samenwerking met de Franse koloniale autoriteiten en zijn persoonlijke rijkdom werd hij zowel bewonderd als verguisd. In Europese kringen stond hij bekend als de "Lord of the Atlas".

## Vroege leven
Thami El Glaoui werd geboren in een invloedrijke Amazigh (Berberse) familie, de Glaoua-stam. Zijn vader, Si Hammou, was caïd van Telouet, een strategisch gelegen stad aan de karavaanroutes tussen de Sahara en Marrakesh. Na de dood van zijn broers Madani en M'hamed nam Thami de leiding over de stam en het familievermogen over.

## Politieke opkomst
In 1912, met de totstandkoming van het Franse protectoraat in Marokko, benoemden de Franse autoriteiten Thami El Glaoui tot Pacha van Marrakesh. Hij kreeg hierdoor het bestuur over de op één na grootste stad van Marokko. El Glaoui werkte actief samen met de Fransen, leverde militaire steun tegen stammen die zich verzetten tegen het koloniale gezag en hielp bij het consolideren van Franse controle over het zuiden van het land.

## Rijkdom en invloed
Thami El Glaoui bouwde in de loop van zijn leven een enorm vermogen op. Hij bezat uitgestrekte landgoederen, ontving belastinginkomsten, en profiteerde van de Franse steun. Hij liet luxueuze paleizen bouwen, zoals de Kasbah van Telouet, zijn thuisbasis in het Atlasgebergte, en het Dar el Bacha-paleis in Marrakesh. Zijn levensstijl was weelderig, hij ontving internationale gasten waaronder Winston Churchill, en genoot een kosmopolitische reputatie.

## Politieke crisis en ommekeer

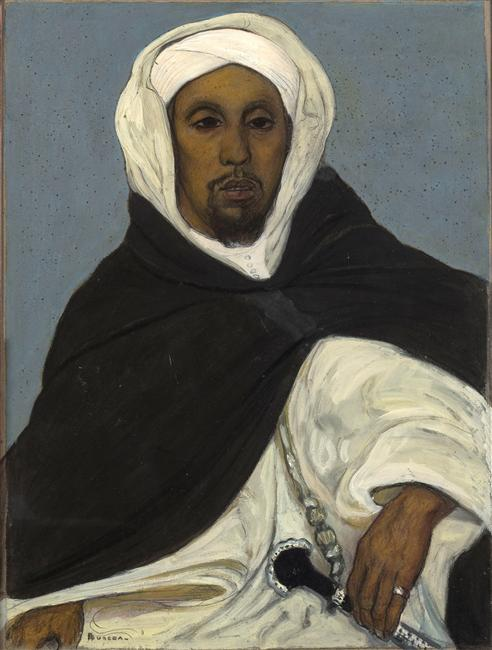
Schilderij van El Glaoui

In 1953 keerde El Glaoui zich publiekelijk tegen Sultan Mohammed V, die door de Fransen werd afgezet en verbannen naar Madagaskar. El Glaoui speelde een prominente rol bij de installatie van de door Frankrijk gesteunde vervangingssultan Mohammed Ben Arafa. Deze keuze maakte hem zeer impopulair onder de groeiende Marokkaanse nationalistische beweging.
Toen in 1955 duidelijk werd dat het Franse koloniale bewind op instorten stond, trok El Glaoui zich terug uit het verzet tegen Mohammed V. Hij vroeg publiekelijk om vergeving en ondersteunde de terugkeer van de sultan. Kort daarna, in januari 1956, overleed hij in Marrakesh, slechts enkele maanden voor de officiële onafhankelijkheid van Marokko.

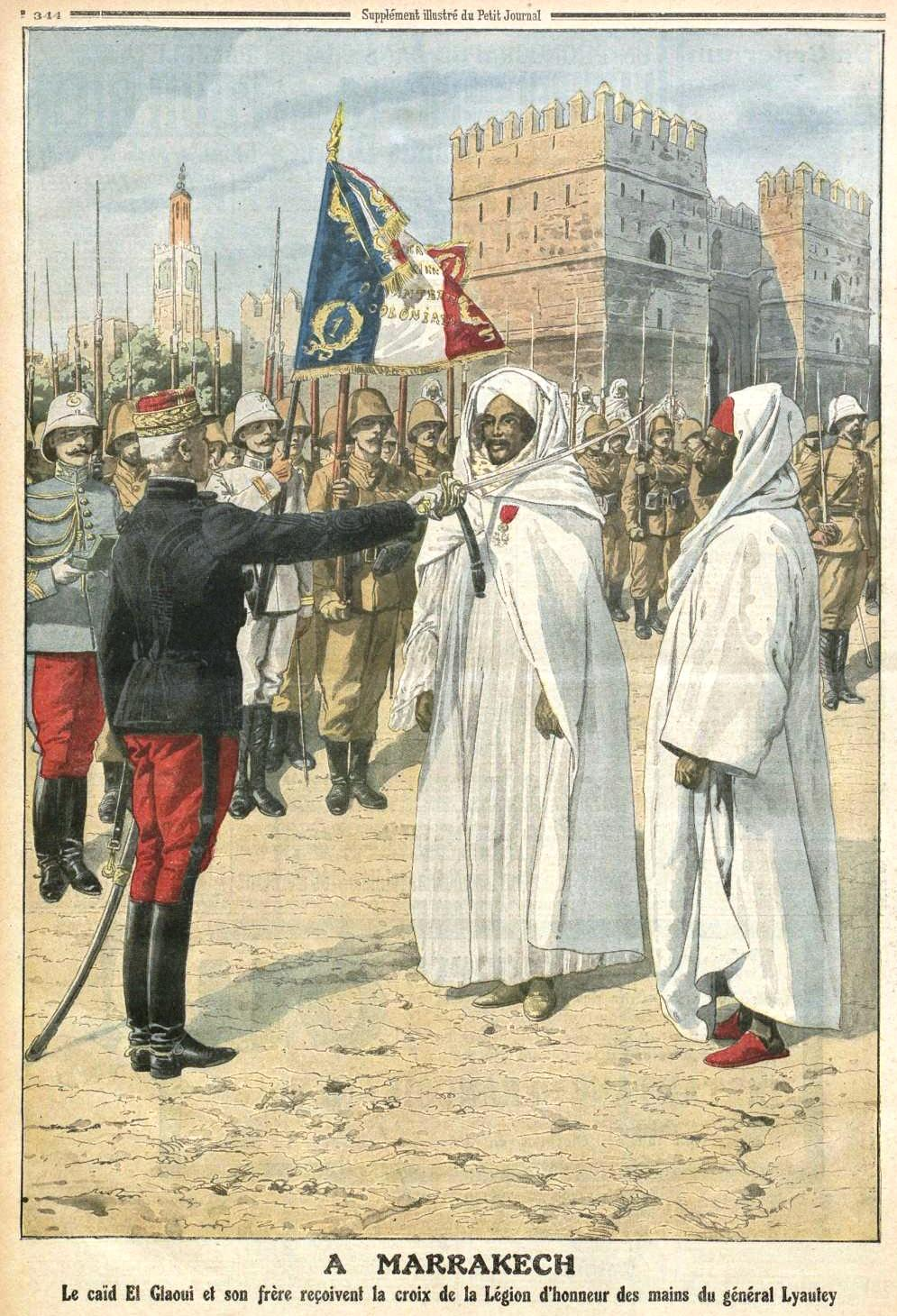
Generaal Lyautey en de broers El Glaoui in Marrakesh (1912, Le Petit Journal)

## Erfgoed
Na zijn dood werden veel van zijn bezittingen geconfisqueerd door de nieuwe Marokkaanse staat. Zijn paleizen, waaronder de Kasbah van Telouet en Dar el Bacha, bestaan nog steeds en herinneren aan de macht en rijkdom van zijn dynastie. Dar el Bacha fungeert tegenwoordig als museum en cultureel centrum.

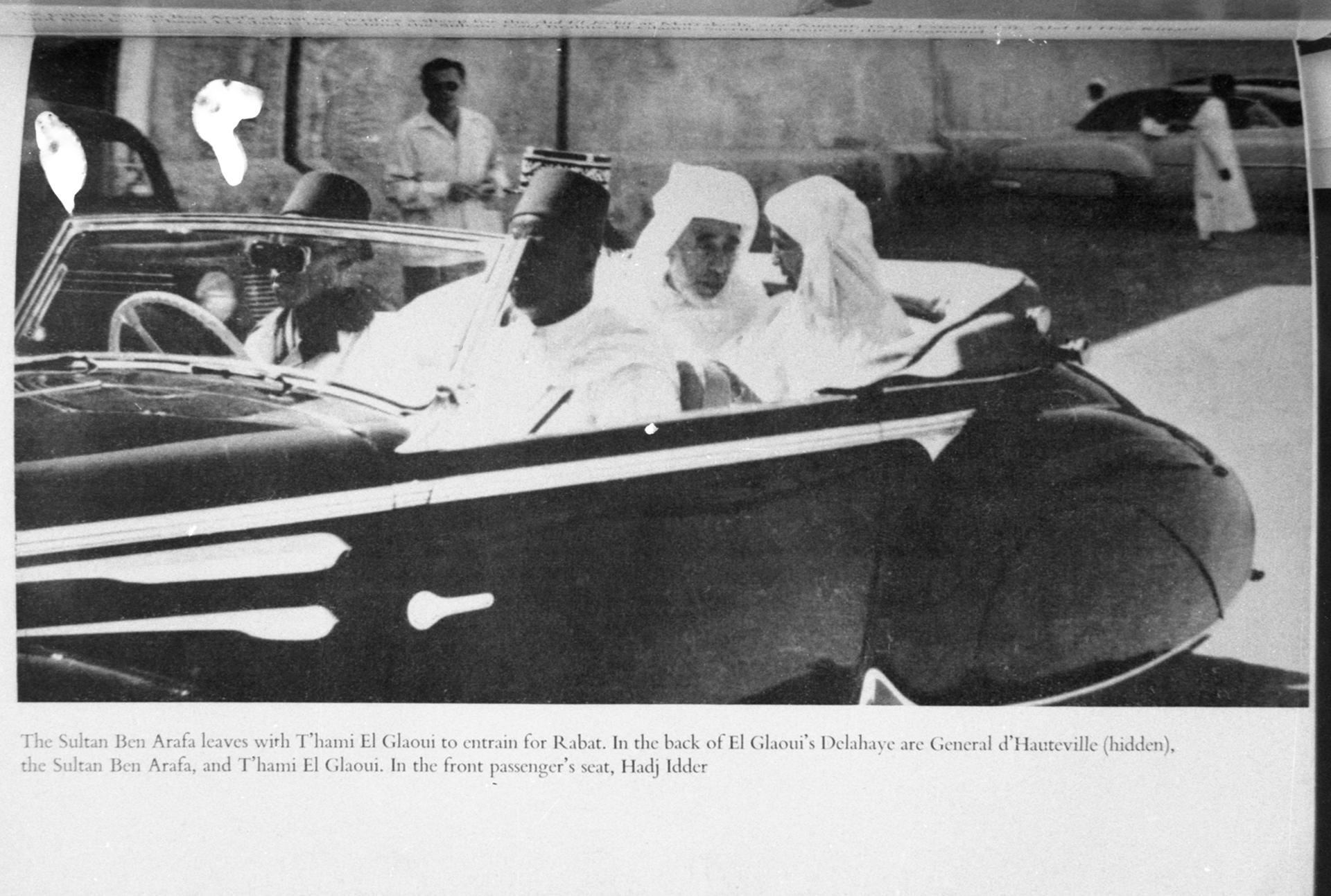
El Glaoui en Ben Arafa

Thami El Glaoui blijft een controversieel figuur in de Marokkaanse geschiedenis: enerzijds bewonderd vanwege zijn diplomatieke bekwaamheid en economische visie, anderzijds bekritiseerd vanwege zijn collaboratie met het Franse koloniale bewind en zijn rol in de verbanning van Mohammed V.

## Familie
Thami El Glaoui had meerdere echtgenotes en kinderen. Zijn zoon Hassan El Glaoui werd een internationaal bekende schilder. Andere afstammelingen, zoals Touria El Glaoui (oprichtster van 1-54 Contemporary African Art Fair) en Mehdi El Glaoui (Frans acteur en regisseur), hebben eveneens bekendheid verworven.